# ショウジョウヤシ

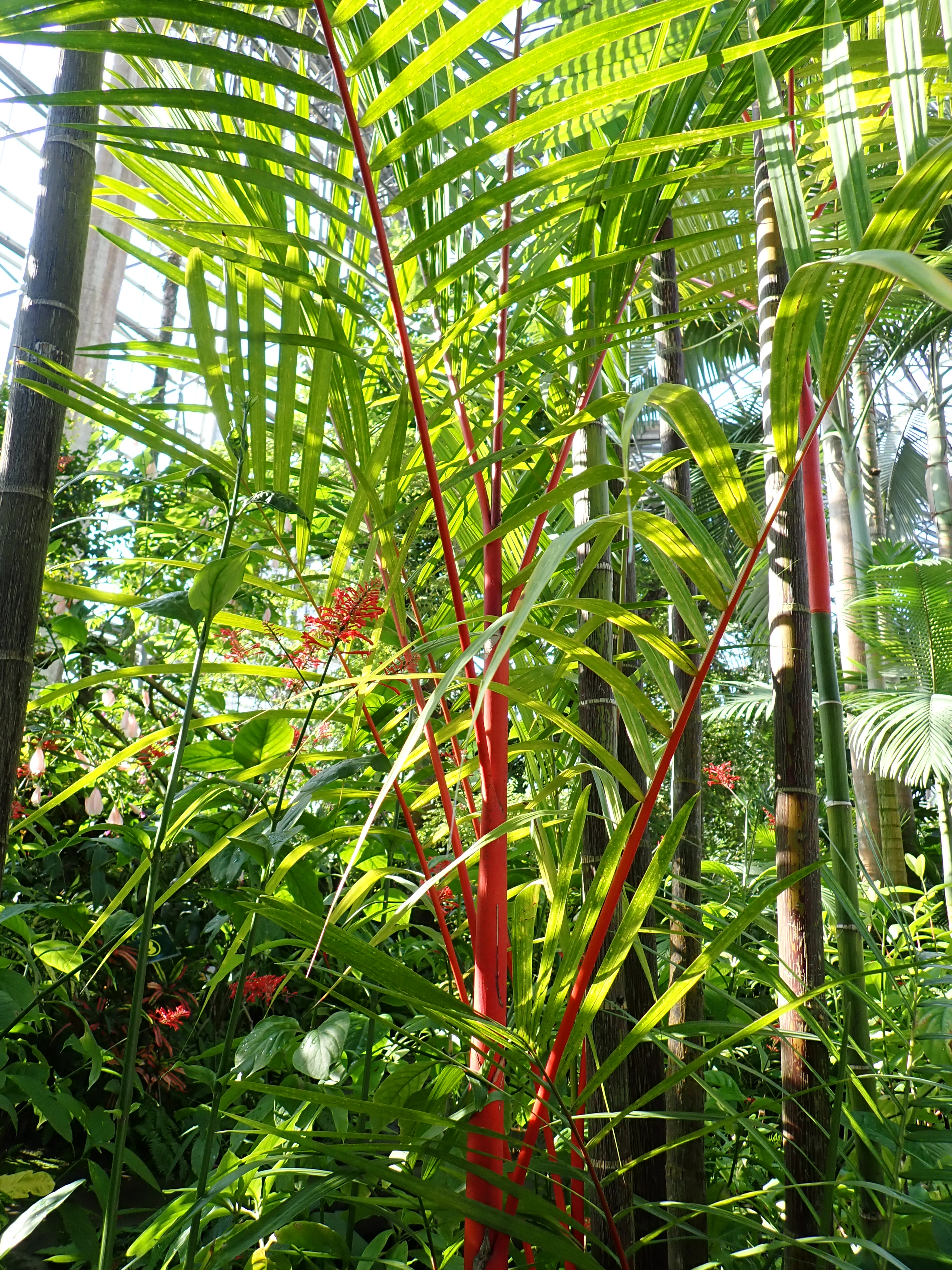
ショウジョウヤシ（2024年11月 東京都 夢の島熱帯植物館）

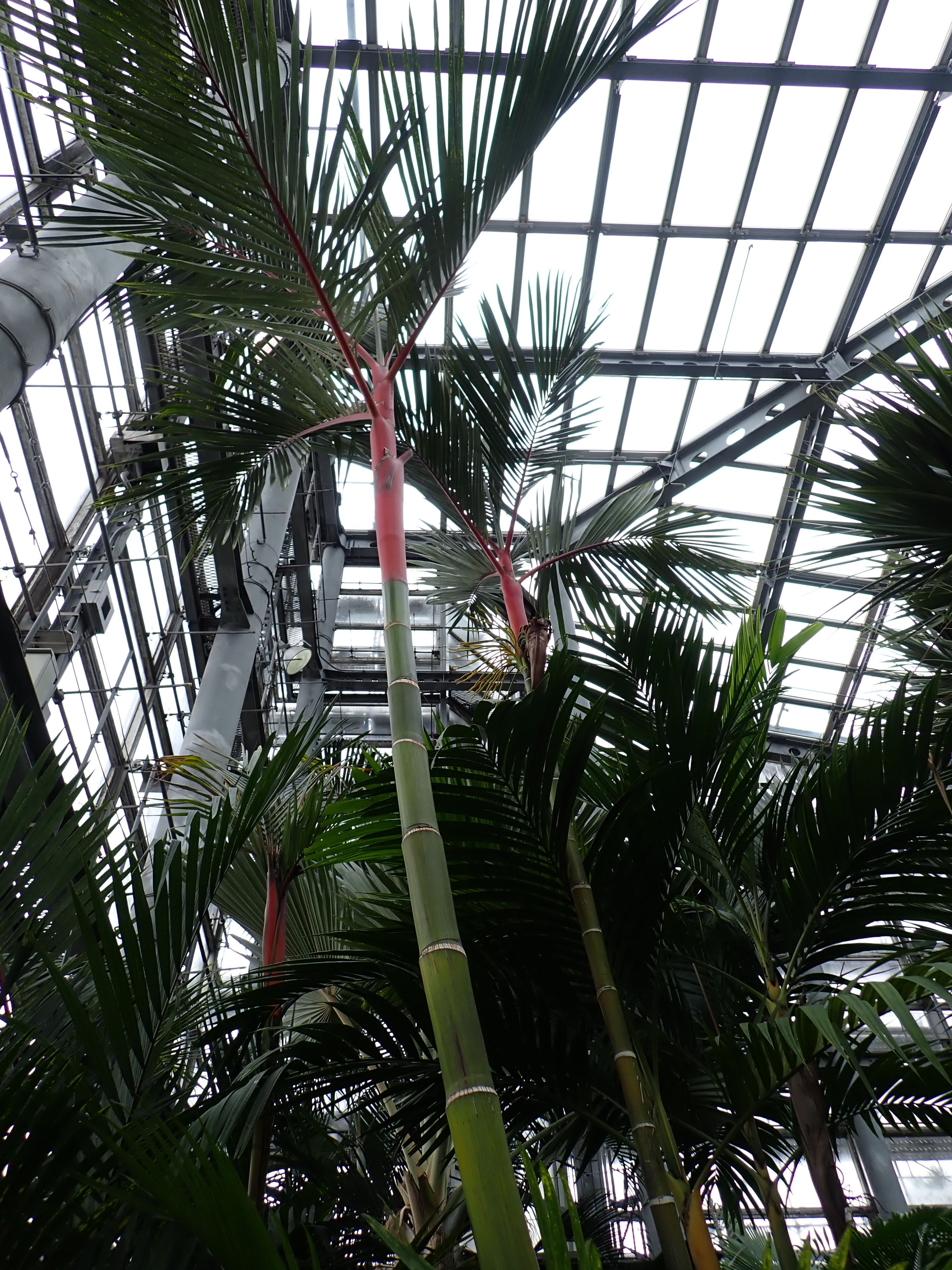
ショウジョウヤシ（2024年11月 大阪市 咲くやこの花館）

ショウジョウヤシ（猩々椰子、学名：Cyrtostachys renda）はヤシ科の高木。和名の「猩々」は本種の赤い葉軸と葉鞘筒にちなむ。

## 分類
ショウジョウヤシ属Cyrtostachysは、7種～10種あまりがマレーシア熱帯地域周辺に分布するとされる。
日本国内には、高さ10 mに達するショウジョウヤシC. renda（スマトラ原産）と、高さ5 mほどのヒメショウジョウヤシC. lakka（マレー・ボルネオ原産）の2種が導入とされてきたが、近年の分類ではC. lakkaはC. rendaのシノニムとされている。このため本項ではショウジョウヤシC. renda1種としてまとめて記す。

## 特徴
樹幹は株立で、高さ5–12 m、径10–15 cmに達し、目立った環状紋を有し竹稈状で、葉鞘筒は長さ60 cmほどで鮮やかな橙～紅色。葉は羽状複葉で長さ2 m、弧を描く。葉軸は長さ15 cmほどで鮮やかな紅色。小葉は50対ほどで長さ45 cm、線形または剣形で、先端は鈍頭または２裂、下面は灰緑色で幼時は鮮緑色、葉軸に対して上向きに鋭角につく。雌雄同株。花序は葉腋に生じ、長さ1.2 m、下垂して分枝し、赤色を呈する。花は緑黄色。果実は長さ1 cm、卵円形、黒色で基部のみ緋色。

## 分布と生育環境
マレー半島やスマトラ島、ボルネオ島原産で、泥炭湿地林に分布が限られ、伐採等で自生地は縮小している。

## 利用
地表部に多数の側芽を出して大株になることから、熱帯域の植物園では鑑賞樹として見所となっており、シンガポール植物園では並木道として有名。観賞用に栽培されるが、耐寒性は弱く、多湿な熱帯環境が生長に必要とされる。日本国内では、東京ディズニーリゾート （注：温室ではない）、夢の島熱帯植物館（東京都）、咲くやこの花館（大阪市）、フラワーパークかごしま、熱帯ドリームセンター（海洋博公園　沖縄県）など、主に温室内で展示される。